# Sabang Merauke Raya Air Charter
Sabang Merauke Raya Air Charter ist eine indonesische Charterfluggesellschaft mit Sitz in Jakarta.

## Flotte
Die Flotte der Sabang Merauke besteht mit Stand April 2013 aus 4 Flugzeugen:
- 2 Bell 412EP
- 2 CASA-IPTN NC-212 „Aviocar“

Im Laufe ihres Bestehens flog die Gesellschaft u. a. auch
Piper Aztec, Piper Navajo, Britten-Norman BN-2 Islander und Fokker F-27.